# پادشاهی فرانسه
پادشاهی فرانسه (به فرانسوی: Royaume de France)، یک پادشاهی در سده‌های میانه و دوران مدرن بود که از سال ۸۴۳ تا ۱۷۹۲ میلادی در اروپای غربی فرمان راند. پادشاهی فرانسه در دوران مدرن به یکی از قدرت‌های سیاسی جهان تبدیل شد و مستعمرات زیادی در آفریقا و آمریکای شمالی به‌دست‌آورد. این پادشاهی سرانجام با وقوع انقلاب فرانسه و اعدام لوئی شانزدهم، آخرین پادشاه مطلقه فرانسه پایان یافت و جمهوری اول فرانسه تشکیل شد.

## کارولنژی‌ها
- ۸۴۰: پس از مرگ لوئی پرهیزگار، امپراتوری فرانک محل نزاع وارثین قرار می‌گیرد.
- ۸۴۳: سرانجام پس از سه سال منازعه طی پیمان وردون امپراتوری به سه کشور تقسیم می‌شود: فرانک باختری تحت سلطنت شارل تاس، فرانک میانی تحت سلطنت لوتار یکم و فرانک باختری تحت سلطنت لوئی ژرمن. این تقسیم مبنای پیدایش کشورهای فرانسه و آلمان در آینده می‌شود.
- ۸۷۵: شارل دوم (شارل تاس) تحت عنوان امپراتور روم مقدس و به دست پاپ جان هشتم تاجگذاری می‌کند.
- ۸۷۶: شارل دوم برای تصاحب سرزمین‌های برادر درگذشته‌اش در فرانک خاوری به آن سمت لشکر می‌کشد اما شکست سختی از وارث فرانک خاوری خورده و به شمال ایتالیا می‌گریزد.
- ۸۷۷: شارل دوم در شمال ایتالیا از بیماری می‌میرد. فرزندش لوئی دوم پادشاه فرانک باختری می‌شود.
- ۸۷۹: لوئی دوم بر اثر بیماری درمی‌گذرد. فرزندانش لوئی سوم و کارلمان دوم مشترکاً سلطنت را به ارث می‌برند.
- ۸۸۰: طی معاهده‌ای در آمیان دو برادر کشور را تقسیم می‌کنند.
- ۸۸۲: با مرگ لوئی سوم، کارلمان دوم پادشاه کل فرانک باختری می‌شود.
- ۸۸۴: با مرگ لوئی سوم، پسرعمویش شارل فربه بار دیگر تمام امپراتوری فرانک را متحد کرده و از فرانک خاوری بر سراسر سرزمین‌های فرانک حکومت می‌کند.
- ۸۸۸: با مرگ شارل فربه حکومت متحد او نیز از بین می‌رود. او هیچ وارثی ندارد. در فرانسه اودو به خاطر تلاش‌هایش در نبرد با نورمن‌ها و اخراج آن قوم دریانورد و جنگجو به پادشاهی فرانک باختری می‌رسد. منطقه آکیتن در اختیار رانولف دوم است.
- ۸۹۸: مرگ اودو. شارل سوم سومین فرزند لوئی دوم پادشاه فرانک باختری می‌شود.
- ۹۱۱: شارل سوم با امضای قراردادی با وایکینگها به رهبری رولو، به ایشان اجازه اقامت در ناحیه‌ای را می‌دهد که امروزه نورماندی خوانده می‌شود.
- ۹۲۲: شارل سوم در یک شورش، توسط اشراف از مقام خود عزل شده و به جای او روبر یکم برادر اودو بر تخت می‌نشیند.
- ۹۲۳: رودولف دوک بورگوندی در طی نبردی با روبر او را کشته و شارل را نیز به اسارت می‌گیرد. سپس توسط شورای اشراف به مقام پادشاهی فرانسه انتخاب می‌شود.
- ۹۳۶: با مرگ رودولف حکومت فرانکها به فرزند شارل سوم یعنی لوئی چهارم می‌رسد.
- ۹۵۴: مرگ لوئی چهارم و حکومت فرزندش لوتار.
- ۹۸۶: مرگ لوتار و حکومت فرزندش لوئی پنجم.

## کاپتی‌ها(۱۳۲۸–۹۸۷)
- ۹۸۷: مرگ لوئی پنجم بدون به جا گذاشتن وارث. اشراف فرانک یکی از نجبای قوم به نام هوگو کاپه را به پادشاهی فرانسه انتخاب می‌کنند و به این ترتیب سلسله کارولنژی منقرض شده و سلسله کاپتی تأسیس می‌شود.
- ۹۹۶: مرگ هوگو کاپه و سلطنت فرزندش روبر دوم
- ۱۰۰۴: روبر دوم، دوک‌نشین بورگوندی را نیز به قلمروی فرانسه ضمیمه می‌کند.
- ۱۰۳۱: روبر دوم در شورشی خانگی که فرزندانش بر ضد وی برپا کردند، کشته می‌شود. فرزند دومش هانری یکم به سلطنت رسیده اما با برادرش روبر روبرو می‌شود و درگیری داخلی ادامه پیدا می‌کند.
- ۱۰۳۲: هانری یکم سرانجام با بخشیدن دوک‌نشین بورگوندی به برادرش روبر به جنگ داخلی خاتمه می‌دهد.
- ۱۰۶۰: مرگ هانری. حکومت به فرزند صغیرش فیلیپ یکم می‌رسد. همسر هانری به نام آنا یاروسلاونا موقتاً نائب السلطنه می‌شود.
- ۱۰۶۶: فیلیپ یکم رسماً امور مملکت را به عهده می‌گیرد.
- ۱۰۹۵: آغاز جنگ اول صلیبی.
- ۱۰۹۹: فتح اورشلیم توسط فرانکها و پایان جنگ اول صلیبی.
- ۱۱۰۸: مرگ فیلیپ یکم و سلطنت فرزندش لوئی ششم.
- ۱۱۳۱: لوئی هفتم به عنوان ولیعهد تاجگذاری می‌کند.
- ۱۱۳۷: لوئی هفتم با النور دوشس آکیتن ازدواج کرده و دوک آکیتن می‌شود. در همان سال با مرگ لوئی ششم، لوئی هفتم به سلطنت فرانسه می‌رسد.
- ۱۱۴۷: آغاز جنگ صلیبی دوم با مشارکت النور د آکیتن همسر لوئی هفتم.
- ۱۱۴۹: پایان جنگ صلیبی دوم.
- ۱۱۵۲: ازدواج النور د آکیتن با لوئی هفتم فسخ می‌شود.
- ۱۱۸۰: مرگ لوئی هفتم و سلطنت فیلیپ دوم ملقب به فیلیپ آگوست.
- ۱۱۸۷: آغاز جنگ صلیبی سوم و فتح اورشلیم (بیت‌المقدس) به دست مسلمانان.
- ۱۱۹۲: پایان جنگ صلیبی سوم.
- ۱۲۰۲: آغاز جنگ صلیبی چهارم.
- ۱۲۰۴: پایان جنگ صلیبی چهارم.
- ۱۲۱۴: پیروزی فرانسه بر نیروهای متحد انگلیسی و فلاندر در شمال اروپا.
- ۱۲۱۷: آغاز جنگ صلیبی پنجم.
- ۱۲۲۱: پایان جنگ صلیبی پنجم.
- ۱۲۲۳: مرگ فیلیپ دوم و سلطنت فرزندش لوئی هشتم.
- ۱۲۲۶: مرگ لوئی هشتم و سلطنت فرزندش لوئی نهم.
- ۱۲۲۸: آغاز جنگ صلیبی ششم.
- ۱۲۲۹: پایان جنگ صلیبی ششم.
- ۱۲۴۱: لوئی نهم شهر پواتیه را به برادرش بخشید. این در حالی است که ایزابلای انگولیم مدعی آن شهر برای فرزند خودش است.
- ۱۲۴۲: هنری سوم پادشاه انگلستان برای دفاع از ادعای ایزابلا به فرانسه لشکر می‌کشد. نبرد سنتونژ با پیروزی فرانسه پایان می‌پذیرد.
- ۱۲۴۸: آغاز جنگ صلیبی هفتم.
- ۱۲۵۴: پایان جنگ صلیبی هفتم.
- ۱۲۷۰: مرگ لوئی نهم و سلطنت فرزندش [[]]. او پیش از مرگ، جنگ صلیبی هشتم را سازماندهی می‌کند.
- ۱۲۷۱: آغاز جنگ صلیبی نهم.
- ۱۲۷۲: پایان جنگ صلیبی نهم.
- ۱۲۸۵: مرگ فیلیپ سوم و سلطنت فرزندش فیلیپ چهارم.
- ۱۲۹۷: پاپ بونیفاس هشتم لوئی نهم را قدیس می‌نامد. او تنها شاه تاریخ فرانسه است که به عنوان قدیس شناخته شده‌است.
- ۱۳۱۴: مرگ فیلیپ چهارم و سلطنت فرزندش لوئی دهم
- ۱۳۱۶: مرگ لوئی دهم و سلطنت پنج روزه فرزند نوزادش ژان یکم. پس از مرگ زودرس ژان، عموی او و برادر لوئی دهم تحت عنوان فیلیپ پنجم به سلطنت می‌رسد.
- ۱۳۲۰: جنگ صلیبی شبان: پس از ادعای یک شبان مبنی بر الهام روح القدس به او برای جنگ با مسلمانان اندلس تعداد زیادی از مسیحیان فرانسه از فیلیپ درخواست کردند رهبری جنگ را به عهده بگیرد. اما فیلیپ حتی حاضر به ملاقات با آنان هم نشد؛ بنابراین شورشی علیه او در بخش‌های مختلف فرانسه درگرفت. شورش که به تدریج به جریان کشتار یهودیان بدل شده بود از فرانسه وارد قلمرو مسیحیان اسپانیا شده و توسط دولت مسیحی همان‌جا نیز سرکوب شد.
- ۱۳۲۲: مرگ فیلیپ پنجم و سلطنت برادرش شارل چهارم.
- ۱۳۲۳: شورش اقوام فلاندر علیه دولت فرانسه.
- ۱۳۲۶: پایان شورش فلاندرها.

## دودمان والواها(۱۳۲۸–۱۴۸۹)
- ۱۳۲۸: مرگ شارل چهارم بدون فرزند مذکر. پایان سلسله کاپت و آغاز سلسله والوا: فیلیپ ششم فرزند شارل، کنت والوآ عموی شارل چهارم، به سلطنت برگزیده می‌شود.
- ۱۳۳۷: آغاز جنگ‌های صدساله میان انگلیس و فرانسه: خاندان پلانتاژنه (پلانتیجنت) مدعی سلطنت انگلیس و فرانسه (توامان) هستند اما خاندان والوا عملاً سلطنت فرانسه را در دست دارند. دولت انگلیس به نفع خاندان پلانتاژنه وارد جنگ می‌شود.
- ۱۳۵۰: مرگ فیلیپ ششم و سلطنت فرزندش ژان دوم.
- ۱۳۵۶: اسارت ژان دوم به دست ارتش انگلیس.
- ۱۳۶۰: قرار آزادی ژان دوم در ازای سه هزار کرون و گرو نهادن فرزندش لوئی: دولت انگلیس پس از معاهده با ژان به او اجازه بازگشت به فرانسه را می‌دهد.
- ۱۳۶۳: با فرار لوئی از گروگانی انگلستان و عدم موفقیت ژان دوم در تعهداتش به انگلستان او خود را بر اساس اصول جوانمردی و راستی دوباره تحویل دولت انگلستان می‌کند. در لندن از او استقبال می‌شود.
- ۱۳۶۴: درگذشت ژان دوم در انگلستان و سلطنت فرزندش شارل پنجم.
- ۱۳۷۲: جنگ دریایی علیه انگلستان.
- ۱۳۸۰: مرگ شارل پنجم و سلطنت فرزندش شارل ششم.
- ۱۳۹۶: تلاش شارل ششم برای صلح با انگلستان.
- ۱۴۱۹: جنگ فرانسه بر ضد انگلستان. سقوط پاریس به دست نیروهای دوک‌نشین بورگوندی به فرماندهی فیلیپ سوم، دوک بورگوندی که متحد انگلستان است.
- ۱۴۲۲: مرگ شارل ششم و سلطنت فرزندش شارل هفتم.
- ۱۴۲۴: ژاندارک مدعی مکاشفات الهی می‌شود.
- ۱۴۲۹: ژاندارک محاصره اورلئان را می‌شکند.
- ۱۴۳۰: اسارت ژاندارک به دست نیروهای انگلیسی.
- ۱۴۳۱: اعدام ژاندارک به دست انگلیسی‌ها به اتهام جادوگری.
- ۱۴۳۶: فرانسه مجدداً پاریس را آزاد می‌کند.
- ۱۴۶۱: مرگ شارل هفتم و سلطنت فرزندش لوئی یازدهم.
- ۱۴۷۵: قرارداد پیکینی میان فرانسه و انگلستان: پایان جنگ‌های صدساله.
- ۱۴۸۳: مرگ لوئی یازدهم و سلطنت فرزندش شارل هشتم.

## دودمان والوآ-اورلئان(۱۵۱۵–۱۴۹۸)
- ۱۴۹۸: مرگ شارل هشتم بدون وارث. پسرعموی پدرش یعنی دوک اورلئان به نام لوئی دوازدهم پادشاه فرانسه می‌شود. (خاندان والوا شاخه اورلئان)
- ۱۴۹۹: آغاز جنگ ایتالیا میان دو ائتلاف جمهوری ونیز، سوئیس، فرانسه و اسپانیا علیه دوک‌نشین میلان.
- ۱۵۰۱: جنگ میان فرانسه و اسپانیا بر سر متصرفات جنگ ایتالیا.
- ۱۵۰۴: پایان جنگ با پیروزی اسپانیا.

## دودمان والوآ-آنگولم(۱۵۱۵–۱۴۹۸)
- ۱۵۱۵: مرگ لوئی دوازدهم بدون جانشین مذکر. فرزند پسرعمویش و در عین حال دامادش فرانسوای یکم به سلطنت می‌رسد. (سلسله والوآ-آنگولم)
- ۱۵۲۴: جیووانی دا فراتزانو در قاره جدید نیوفوندلند و نیوآنگولم (نیویورک فعلی) را قسمتی از متعلقات تاج‌وتخت فرانسه اعلام می‌کند.
- ۱۵۲۷: نخستین بار کشتی‌های فرانسوی به قصد ارتباط با شرق دور وارد آب‌های اقیانوس هند می‌شوند.
- ۱۵۲۹: رسیدن ناوگان فرانسه به سوماترا (اندونزی فعلی).
- ۱۵۳۰: فرانسوای یکم زبان فرانسه را به عنوان زبان ملی کشور فرانسه اعلام می‌کند.
- ۱۵۳۱: یک پایگاه تجاری در برزیل فعلی توسط فرانسویان ساخته می‌شود.
- ۱۵۳۳: ارسال نخستین سفیر فرانسه به دربار پادشاهی مراکش (مغرب).
- ۱۵۳۴: فرانسوای یکم یک هیئت اکتشافی به کبک در شرق کانادای فعلی می‌فرستد. در همین سال ژان کالون با انتشار کتاب بنیادهای دین مسیحی اصلاح مذهبی را در فرانسه آغاز می‌کند.
- ۱۵۳۶: پیمان ائتلاف میان پادشاهی فرانسه و امپراتوری عثمانی (نخستین پیمان ائتلاف میان یک کشور مسیحی و غیرمسیحی). با این پیمان در اروپا به عنوان یک رسوایی برخورد شد اما فرانسوای یکم به تعهدات فرانسه پایبند بود.
- ۱۵۳۹: آغاز تعلیم زبان عربی در کالج سلطنتی فرانسه. در همین سال طی فرمانی رسمی، فرانسوای یکم زبان لاتین را از مکاتبات رسمی حذف و زبان فرانسه را زبان اداری و رسمی فرانسه اعلام می‌کند.
- ۱۵۴۷: مرگ فرانسوای یکم و سلطنت فرزندش هانری دوم.
- ۱۵۵۱: آغاز جنگ ایتالیا: فرانسه و عثمانی علیه انگلستان، اسپانیا و امپراتوری مقدس روم.
- ۱۵۵۹: پایان جنگ ایتالیا با امضای معاهده صلح میان فرانسه، انگلستان و اسپانیا. مرگ هانری دوم و سلطنت فرزند پانزده ساله‌اش فرانسوای دوم.
- ۱۵۶۰: مرگ فرانسوای دوم و سلطنت برادرش شارل نهم در ده سالگی. مادرش کاترین مدیچی نیابت سلطنت را به عهده دارد.
- ۱۵۶۲: آغاز جنگ‌های مذهبی فرانسه میان کاتولیکها و پروتستانهای فرانسه (اوگنوها).
- ۱۵۷۳: با مرگ سیگیسموند دوم آگوستوس پادشاه سرزمین مشترک‌المنافع لهستان–لیتوانی، اشراف لهستانی آن سرزمین، هانری سوم برادر شارل نهم را به سلطنت کشورشان انتخاب می‌کنند. مشروط بر اینکه مدعی موروثی بودن نباشد و اجازه دهد شاه بعدی نیز توسط اشراف انتخاب شود. اما اشراف لیتوانیایی این انتخاب را به رسمیت نمی‌شناسند.
- ۱۵۷۴: مرگ شارل نهم.
- ۱۵۷۵: هانری سوم شاه مشترک‌المنافع لهستان–لیتوانی، اینک به عنوان شاه فرانسه نیز برگزیده می‌شود.
- ۱۵۷۷: هانری سوم به درخواست سلطان الملک پادشاه مغرب، گیوم برار را به عنوان نخستین کنسول اروپایی در دربار مغرب منصوب می‌کند.

## دودمان بوربون(۱۷۹۲–۱۵۸۹)

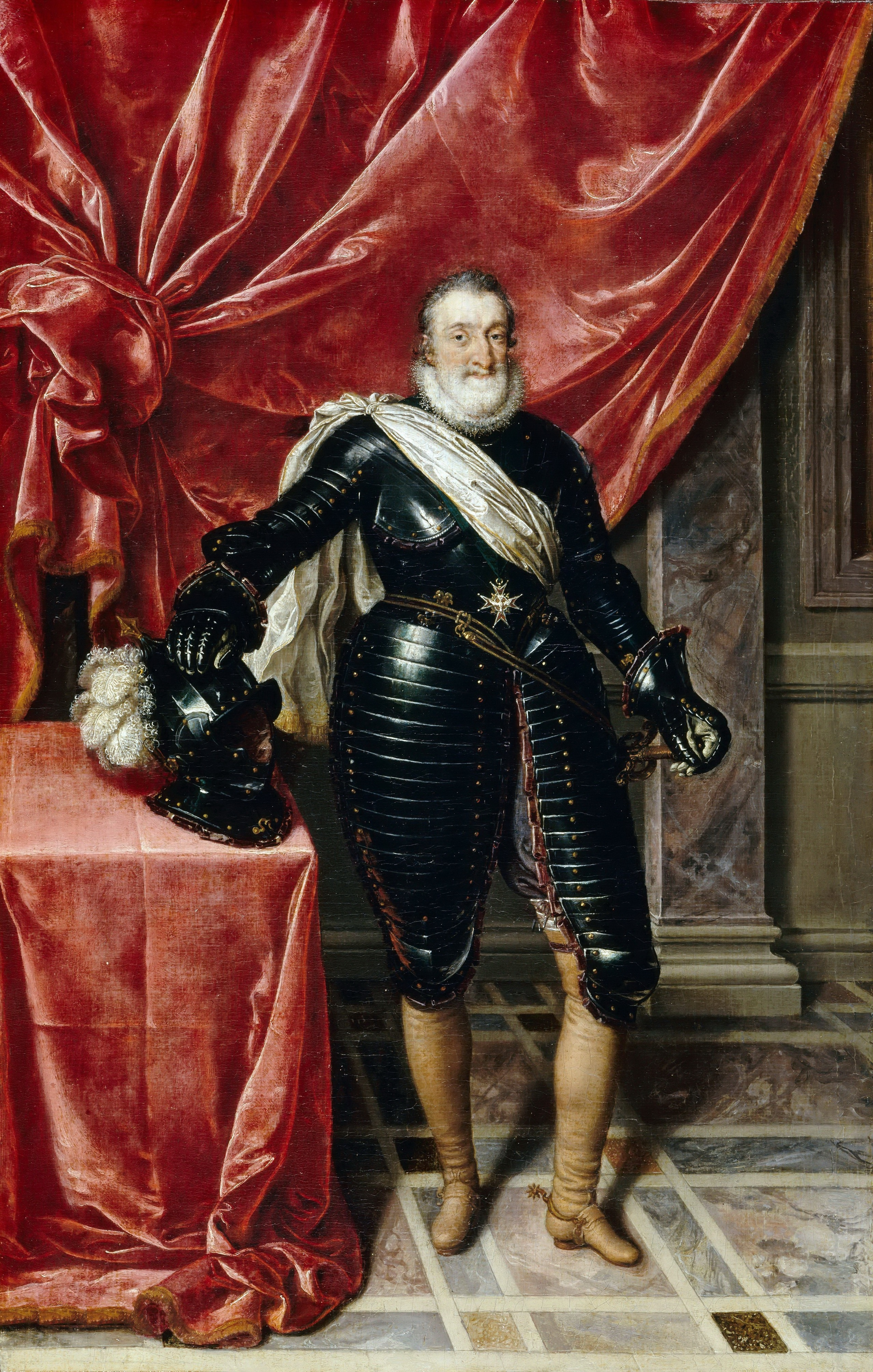
هانری چهارم

- ۱۵۸۹: یک متعصب مذهبی دومینیکن آتری سوم را به قتل می‌رساند. او فرزندی ندارد و به این ترتیب سلسله والوا منقرض می‌شود. هانری چهارم از خاندان بوربون که از شاخه‌های فرعی کاپتی‌ها بود به پادشاهی فرانسه می‌رسد. وی از سال ۱۵۷۲ پادشاهی ناوار در اسپانیا را در دست داشت.
- ۱۵۹۸: پایان جنگ‌های مذهبی اروپا میان کاتولیکها و پروتستانها.
- ۱۶۰۰: تأسیس کمپانی فرانسوی برای تجارت با شرق دور.
- ۱۶۰۱: ورود سفیر عثمانی به دربار فرانسه.
- ۱۶۰۴: امضای معاهده صلح و اعطای امتیازات به فرانسه از سوی عثمانی. نگارش نخستین سفرنامه دریایی به شرق دور توسط فرانسوا مارتن دو ویتر.
- ۱۶۰۹: ملاقات پی یر اولیویه مالرب از چین و هند و دیدار با اکبرشاه گورکانی پادشاه هند.
- ۱۶۱۰: قتل هانری چهارم به دست یک متعصب مذهبی. پادشاهی فرزندش لوئی سیزدهم.

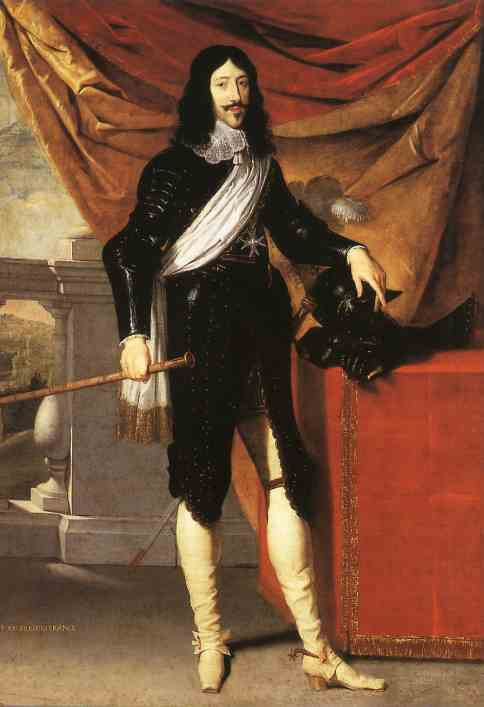
لوئی سیزدهم

- ۱۶۱۲: تأسیس مستعمره «فرانسه استوایی» در برزیل به فرمان کاردینال ریشلیو.
- ۱۶۱۶: تصرف مستعمره فرانسه استوایی به دست پرتغالیها.
- ۱۶۱۸: آغاز جنگ‌های سی ساله در اروپا میان کشورهای کاتولیک و پروتستان.
- ۱۶۲۴: صدارت کاردینال ریشلیو.
- ۱۶۳۱: تحمیل قرارداد کاپیتولاسیون از سوی فرانسه به پادشاهی مراکش (مغرب).
- ۱۶۴۲: مرگ صدراعظم فرانسه کاردینال ریشیلیو.

لوئی چهاردهم

- ۱۶۴۳: مرگ لوئی سیزدهم و سلطنت فرزندش لوئی چهاردهم (پادشاه خورشید) در سن پنج سالگی. مادرش آن اتریش نائب السلطنه می‌شود.
- ۱۶۴۸: پیمان وستفالی و پایان جنگ‌های سی ساله.
- ۱۶۶۱: لوئی چهاردهم عملاً سلطنت را به دست می‌گیرد. بحران خزانه‌داری فرانسه.
- ۱۶۶۵: آغاز اصلاحات اقتصادی فرانسه توسط لوئی چهاردهم.
- ۱۶۶۹: ارسال هیئت سفارت عثمانی به فرانسه برای احیای روابط عثمانی-فرانسه: معرفی قهوه به فرانسه.
- ۱۶۷۳: کشف رود می‌سی‌سی‌پی در آمریکا توسط فرانسویان.
- ۱۶۸۱: تشکیل مجلس روحانیان به دستور لوئی چهاردهم به منظور نظارت بر تشکیلات کاتولیک
- ۱۶۸۲: کاوالیه دولاسال با کشف خلیج مکزیک به عنوان انتهای رود می‌سی‌سی‌پی نام سراسر منطقه این رود را تا خلیج مکزیک به افتخار لوئی چهاردهم لوییزیانا می‌نامد. در همین سال پادشاه مغرب (مراکش) به هیئت فرانسوی اجازه تأسیس بنیادهای دیپلماتیک و تجاری در خاک مغرب را می‌دهد.
- ۱۶۸۳: جنگ فرانسه علیه اسپانیا برای بازپس‌گیری سرزمین‌های سابق.
- ۱۶۸۴: ورود نخستین سفیر سیام (تایلند) به فرانسه. شکست اسپانیا از فرانسه.
- ۱۶۸۵: ارسال سفیر فرانسه به دربار سیام (تایلند) و نیز ارسال هیئت تبلیغ یسوعی متشکل از پنج ریاضیدان به دربار امپراتوری چین.

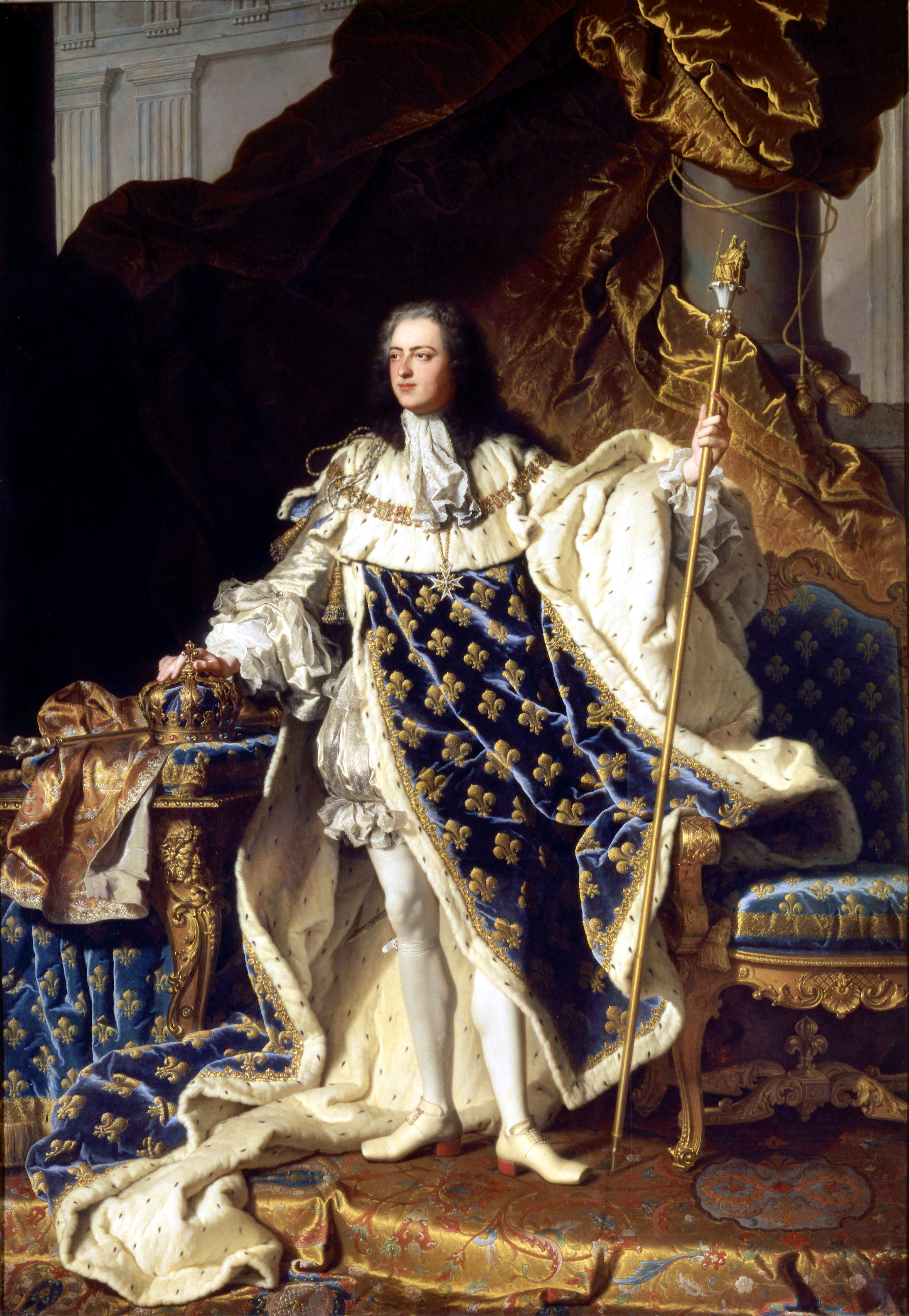
لوئی پانزدهم

- ۱۶۸۶: ورود سفیر سیام (تایلند) به دربار لوئی چهاردهم
- ۱۶۸۷: ارسال دومین هیئت دیپلماتیک فرانسوی به سیام (تایلند).
- ۱۶۸۸: نبرد جنگ نه‌ساله میان فرانسه از یک سو و اتحادیه بزرگ آکسبورگ شامل جمهوری هلند، پادشاهی بریتانیا،[۳]به رهبری ویلیام سوم شاه بریتانیا، امپراتوری مقدس روم به رهبری لئوپولد یکم، اسپانیا به رهبری کارلوس دوم و ویکتور آمادئوس دوم دوک ساووی و شاهزاده‌نشین‌های آلمانی از سوی دیگر.
- ۱۶۸۹: تحت تأثیر سفارت عثمانی نخستین کافی‌شاپ در پاریس تأسیس می‌شود. دستار و لباسهای شرقی هم برای مدتی در محافل بالای فرانسه مد می‌شود.
- ۱۶۹۷: معاهده ریسویک و پایان جنگ نه ساله.
- ۱۶۹۹: ورود سفیر مراکش به دربار لوئی چهاردهم.
- ۱۷۰۱: آغاز جنگ‌های جانشینی اسپانیا با حضور فرانسه علیه بریتانیا، هلند و امپراتوری مقدس روم و خاندان هابسبورگ اتریش.
- ۱۷۱۳: قرارداد اوترخت.
- ۱۷۱۴: معاهده راشتات و پایان جنگ‌های جانشینی اسپانیا.
- ۱۷۱۵: محمدرضا بیگ سفیر ایران صفوی به دربار لوئی چهاردهم می‌رود. مرگ لوئی چهاردهم پس از هفتاد و دو سال سلطنت و جانشینی نواده‌اش لوئی پانزدهم[۴] در سن پنج سالگی. عموزاده پدرش به نام فیلیپ دوم، دوک اورلئان نائب السلطنه می‌شود.
- ۱۷۴۳: ورود فرانسه به جنگ جانشینی اتریش. با مرگ صدراعظم فرانسه شاه شخصاً امور را به دست می‌گیرد.
- ۱۷۴۸: پایان جنگ جانشینی اتریش با پیمان اکس لا شاپل. فرانسه تمام متصرفاتش را به اتریش پس می‌دهد. در اثر این معاهده نخستین اعتراضات عمومی در فرانسه آشکار می‌شود. جزواتی علیه شخص پادشاه منتشر می‌شود.
- ۱۷۵۶: آغاز جنگ هفت ساله میان قدرت‌های بزرگ استعمارگر.
- ۱۷۵۷: ترور ناموفق لوئی پانزدهم توسط یک فرد ناراضی به نام دامیان.
- ۱۷۶۳: فرانسه در پایان جنگ هفت ساله با معاهده پاریس تمام متصرفاتش در هند، کانادا و حوالی رود می‌سی‌سی‌پی را به انگلستان و اسپانیا تسلیم می‌کند.
- ۱۷۷۱: با اوج‌گیری نارضایتی عمومی، شاه اصلاحاتی را آغاز می‌کند.
- ۱۷۷۴: مرگ لوئی پانزدهم بر اثر آبله. آغاز سلطنت نوه‌اش لوئی شانزدهم.

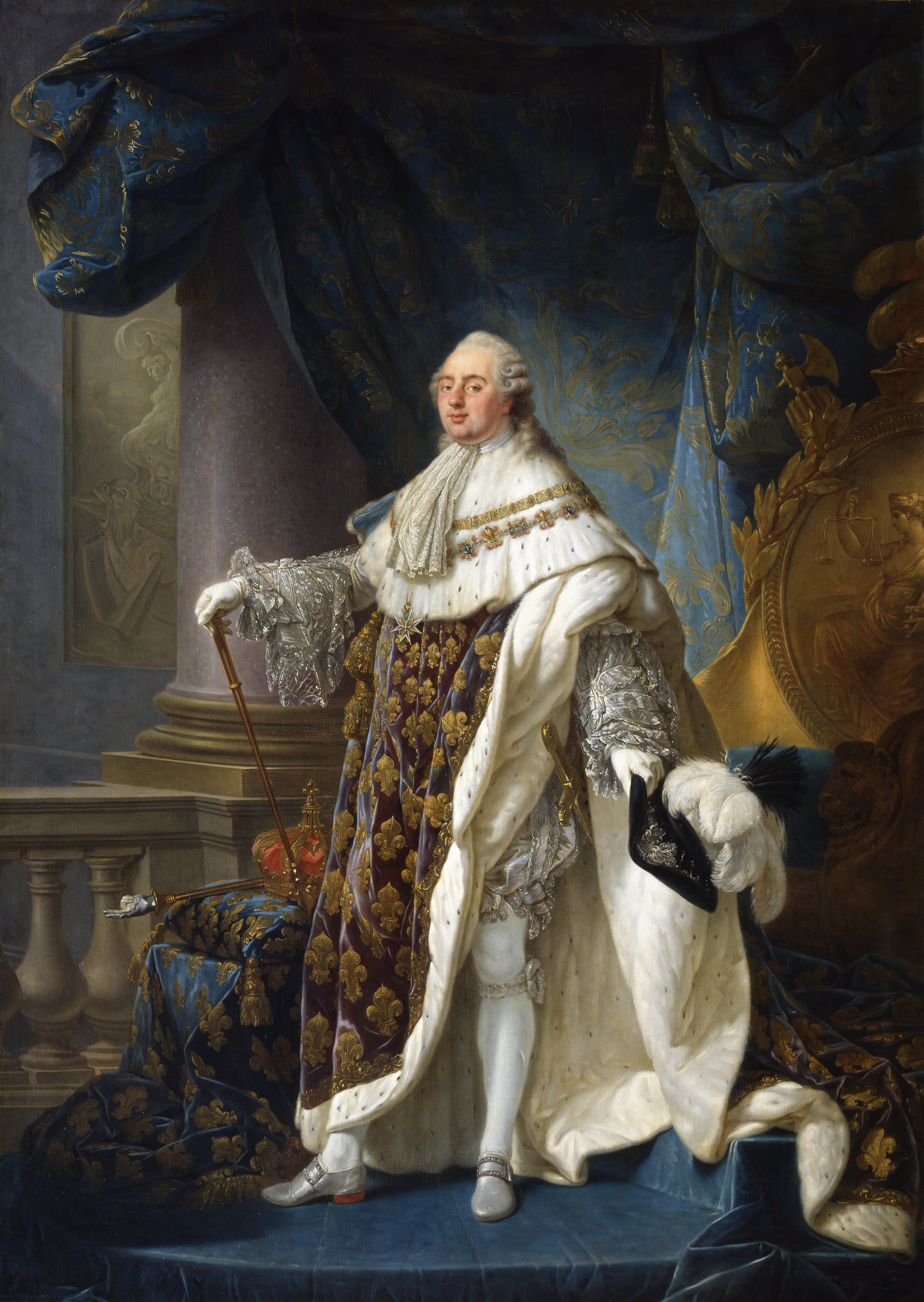
لوئی شانزدهم، توسط آنتوان-فرانسوا کاله، ۱۷۷۵

پرچم پادشاهی فرانسه طراحی شده در سال‌های پایانی شاهنشاهی فرانسه

## نقشه‌ها

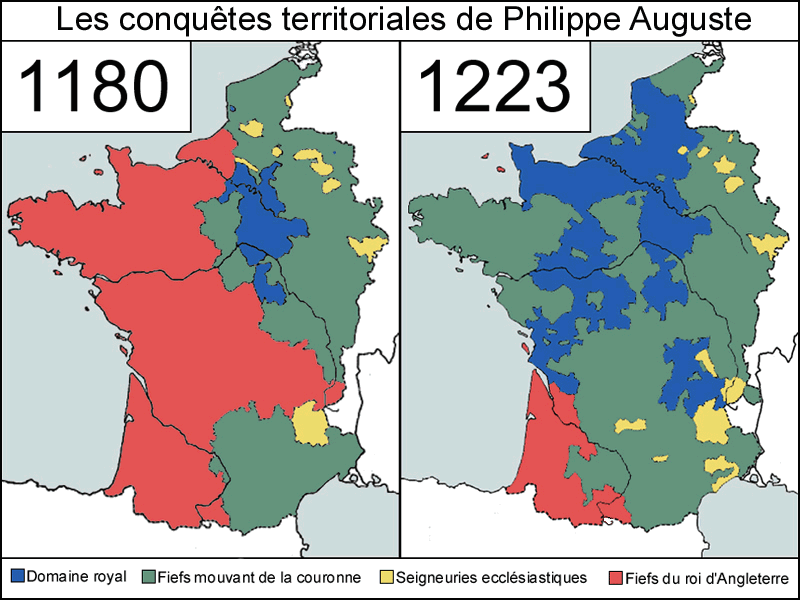
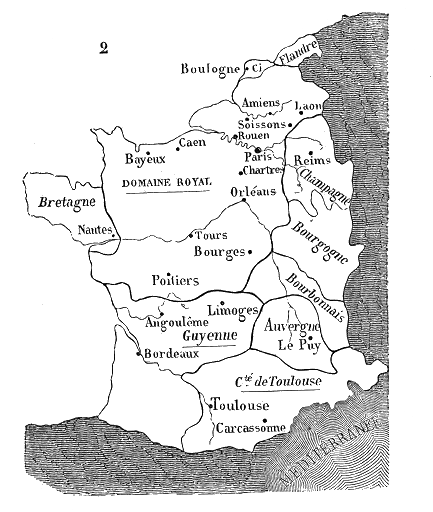
فرانسه ۱۲۲۳